# Mount Lecointe
Mount Lecointe är ett berg i Antarktis. Det ligger i Östantarktis. Nya Zeeland gör anspråk på området. Toppen på Mount Lecointe är 3 630 meter över havet.
Terrängen runt Mount Lecointe är huvudsakligen bergig, men åt sydväst är den kuperad. Mount Lecointe är den högsta punkten i trakten. Trakten är obefolkad. Det finns inga samhällen i närheten. 